# Eduard Alexandrowitsch von Falz-Fein
Barão Eduard Oleg Alexandrowitsch von Falz-Fein (Gavrilovka, Oblast de Kherson, 14 de setembro de 1912 — Vaduz, 17 de novembro de 2018) foi um empresário, jornalista, figura pública e desportista russo-listenstainiano.

## Biografia
Ele serviu como um "diplomata esportivo" que iniciou o movimento olímpico no Liechtenstein e vice-presidente do Comitê Olímpico do Liechtenstein em meados da década de 1930. Em 1951 e de 1953 a 1973, foi presidente da Liechtenstein Cycling Association. Ele nasceu em Gavrilovka, Oblast de Kherson na actual Ucrânia. Falz-Fein financiou grande parte da pesquisa sobre a identificação da família Romanov. Ele é um primo de um bobsledor olímpico Eduard Theodor von Falz-Fein, que também nasceu em 1912, mas morreu em 1974. Ele completou 100 anos em 14 de setembro de 2012. Ele tornou-se a pessoa viva mais velha de Liechtenstein após a morte de Hedwig Beck-Sele em 16 de março de 2014 e tornou-se a pessoa mais velha da história de Liechtenstein em 8 de setembro de 2017, superando o recorde de Maria Rheinberger-Schädler.
Em fevereiro de 2017 recebeu das mãos do presidente do COI, Thomas Bach, a Medalha Pierre de Coubertin, pelos serviços prestados ao olimpismo ao longo da vida.